# غرانت ستيفنسون
غرانت ستيفنسون (بالفرنسية: Grant Stevenson)‏ (و. 1981  م) هو لاعب هوكي الجليد كندي، ولد في سبروس غرووف، مركز لعبه هو جناح ‏.

## التعليم
تعلم في جامعة ولاية مينيسوتا.

## روابط خارجية
- غرانت ستيفنسون على موقع دوري الهوكي الوطني (الإنجليزية)
- غرانت ستيفنسون على موقع EliteProspects.com (الإنجليزية)
- غرانت ستيفنسون على موقع HockeyDB.com (الإنجليزية)
- غرانت ستيفنسون على موقع Hockey-Reference.com (الإنجليزية)